# Migné
Migné is een gemeente in het Franse departement Indre (regio Centre-Val de Loire) en telt 280 inwoners(2011) (296 inw - 1999). De plaats maakt deel uit van het arrondissement Le Blanc. De gemeente was in de 16de eeuw de hoofdplaats van de heerlijkheid borende tot de Rochecouart familie. 

## Geografie
De oppervlakte van Migné bedraagt 53,5 km², de bevolkingsdichtheid is 5,5 inwoners per km².
De onderstaande kaart toont de ligging van Migné met de belangrijkste infrastructuur en aangrenzende gemeenten.

## Demografie
Onderstaande figuur toont het verloop van het inwonertal (bron: INSEE-tellingen).